# The 25th Anniversary of Christina Aguilera (Spotify Anniversaries Live)
The 25th Anniversary of Christina Aguilera (Spotify Anniversaries Live) – minialbum amerykańskiej wokalistki i autorki tekstów piosenek, Christiny Aguilery, który został wydany 23 września 2024 roku nakładem koncernu 5020 Records, należącego do wytwórni Sony Music Latin. Na wydawnictwo składa się sześć utworów – są to odświeżone rearanżacje piosenek z debiutanckiego albumu artystki, Christina Aguilera (1999). Projekt powstał, aby uczcić 25. rocznicę wydania tej płyty. Album, na którym znajdują się współprace z Sabriną Carpenter i Machine Gun Kellym, został pozytywnie oceniony przez krytyków – pochwalili oni jego walory produkcyjne oraz siłę i dojrzałość głosu Aguilery.

## Informacje o albumie
Jest to pierwsze wydawnictwo muzyczne wokalistki od czasu jej hiszpańskojęzycznego longplaya Aguilera z 2022 roku. Zostało nagrane z myślą o dystrybucji w serwisie Spotify, choć później udostępniono je także w Apple Music. Minialbum powstał, aby uczcić dwudziestą piątą rocznicę wydania płyty Christina Aguilera. Za realizację odpowiadają wytwórnie 5020 Records i Three Wishes Productions.
Trailer minialbumu pojawił się na oficjalnym kanale Aguilery w serwisie YouTube 17 września, a tracklistę ujawniono 20 września. Na albumie znajduje się współpraca wokalna z Sabriną Carpenter oraz instrumentalna z Machine Gun Kellym. Zdaniem dziennikarki serwisu Popstar! Magazine „wzbogacają one klasyczne piosenki Aguilery o nowoczesny akcent”.
Na minialbumie zawarto utwory z pogranicza popu, soulu oraz rhythm and bluesa. Aguilera nagrała album EP, aby uczcić 25. rocznicę wydania jej debiutanckiego albumu – chciał to zrobić „w sposób, który połączy przeszłość i teraźniejszość”. W rozmowie z magazynem Rolling Stone wokalistka tak opisała pracę nad minialbumem:
„Nagrywanie tego projektu ze Spotify było dla mnie magiczne i nostalgiczne, bo przywołało jedne z najsłodszych wspomnień w całej mojej karierze. Śmiałam się, płakałam, odnowiłam kontakty z dawnymi przyjaciółmi i poznałam nowych, bardzo wyjątkowych znajomych.”

## Promocja
Projekt muzyczny reklamowany był za sprawą promocyjnego nagrania wideo, które powstało w Spotify’s Mateo Studios w Los Angeles. Dwudziestosześciominutowy film miał premierę 23 września 2024 na YouTubie. Jego reżyserem jest Bradley J. Calder, producentką jest Katherine Jordan, a producentami wykonawczymi są Sarah Patellos, Isabelle Homola, Will Noyce, Sarah Francus i Alejandro Jimenez. Za realizację nagrania odpowiada wytwórnia bigkid. W filmie pojawiają się Machine Gun Kelly (grający na gitarze elektrycznej, gdy Aguilera śpiewa „Genie in a Bottle”), Sabrina Carpenter (wykonująca z artystką „What a Girl Wants”), a także producent muzyczny Ron Fair oraz Heather Holley – autorka piosenki „Obvious”, którą Aguilera wykonuje na żywo po raz pierwszy w swojej karierze.

## Opinie
Wśród opinii krytyków dominowały głosy pozytywne. Lucas Villa, redaktor portalu Remezcla, pozytywnie ocenił minialbum, uznając, że od 1999 roku głos Aguilery „stał się jeszcze silniejszy i bardziej dojrzały”. Villa pochwalił wspólny występ wokalistki z Sabriną Carpenter przy utworze „What a Girl Wants”; dodał, że artystki „pięknie się ze sobą zharmonizowały” i jest to główna atrakcja albumu EP. W recenzji dla serwisu SztukMix Albert Nowicki oznajmił, że na minialbum „składa się sześć świetnie wyprodukowanych utworów”, dodając: „The 25th Anniversary... pokazuje figlarną, eksperymentalną stronę Aguilery, która dowodzi, że nawet żelaznym klasykom można nadać nowe życie”. Nowicki najwyżej ocenił rearanżację „Genie in a Bottle” (za pop-rockowe brzmienie i mocno zaakcentowane instrumenty perkusyjne) oraz „Obvious” w nowej odsłonie, argumentując: „Doskonałe wykonanie, akrobacje wokalne, przekaz emocjonalny wywołujący gęsią skórkę –  «Obvious» to bez wątpienia najlepszy ustęp tego albumu. Z wiekiem barwa i siła głosu Aguilery mocno się pogłębiła, tylko przybliżając ją do div jak Aretha Franklin czy Etta James.” Minialbum był też chwalony przez Abby Zinman w omówieniu dla witryny BuzzFeed. Zinman określiła współpracę Aguilery z Carpenter jako „czysty geniusz”, „coś niesamowitego”, „moment, który kradnie całe show” i dodała: „Ta piosenka brzmi jak sen, który stał się rzeczywistością”. Wspólne wykonanie artystek uznała ponadto za „zmysłowe i bardzo kobiece”.
Dziennikarze witryny HuffPost wskazali The 25th Anniversary... jako jeden z dwudziestu czterech najlepszych albumów 2024 roku. W 2025 r. minialbum uzyskał dwie nominacje do nagrody Webby, przyznawanej przez International Academy of Digital Arts & Sciences: pierwszą w kategorii Music – General Video & Film, a drugą w kategorii Best Individual Performance – Performance & Craft (za współpracę Aguilery i Carpenter przy utworze „What a Girl Wants”).

## Lista utworów
- 1. „Come on Over (Live – Spotify Anniversaries Version)” – 2:04
- 2. „Genie in a Bottle (Live – Spotify Anniversaries Version)” (featuring Machine Gun Kelly) – 2:37
- 3. „Obvious (Live – Spotify Anniversaries Version)” – 3:12
- 4. „I Turn to You (Live – Spotify Anniversaries Version)” – 2:42
- 5. „What a Girl Wants (Live – Spotify Anniversaries Version)” (featuring Sabrina Carpenter) – 3:55
- 6. „Reflection (Live – Spotify Anniversaries Version)” – 2:39

## Pozycje na listach przebojów
| Kraj/region | Notowanie (2024)          | Wydawca             | Najwyższa pozycja |
| ----------- | ------------------------- | ------------------- | ----------------- |
| Argentyna   | Digital Albums Chart      | CAPIF               | 1                 |
| Hiszpania   | Digital Albums Chart      | PROMUSICAE          | 1                 |
| Portugalia  | Portuguese Digital Albums | AFP/ACNielsen       | 1                 |
| Szwajcaria  | Digital Albums Chart      | Schweizer Hitparade | 1                 |

## Historia wydania
| Region | Data              | Format                      | Wytwórnia    | Serwis      | Źródło |
| ------ | ----------------- | --------------------------- | ------------ | ----------- | ------ |
| Świat  | 23 września 2024  | streaming, digital download | 5020 Records | Spotify     | [ 2 ]  |
| Świat  | 21 listopada 2024 | streaming, digital download | 5020 Records | Apple Music | [ 3 ]  |